# Золотник Трофимова
Золотник Трофимова — компонент парораспределительной системы паровой машины, обеспечивающий лёгкий беспарный ход.

## Описание

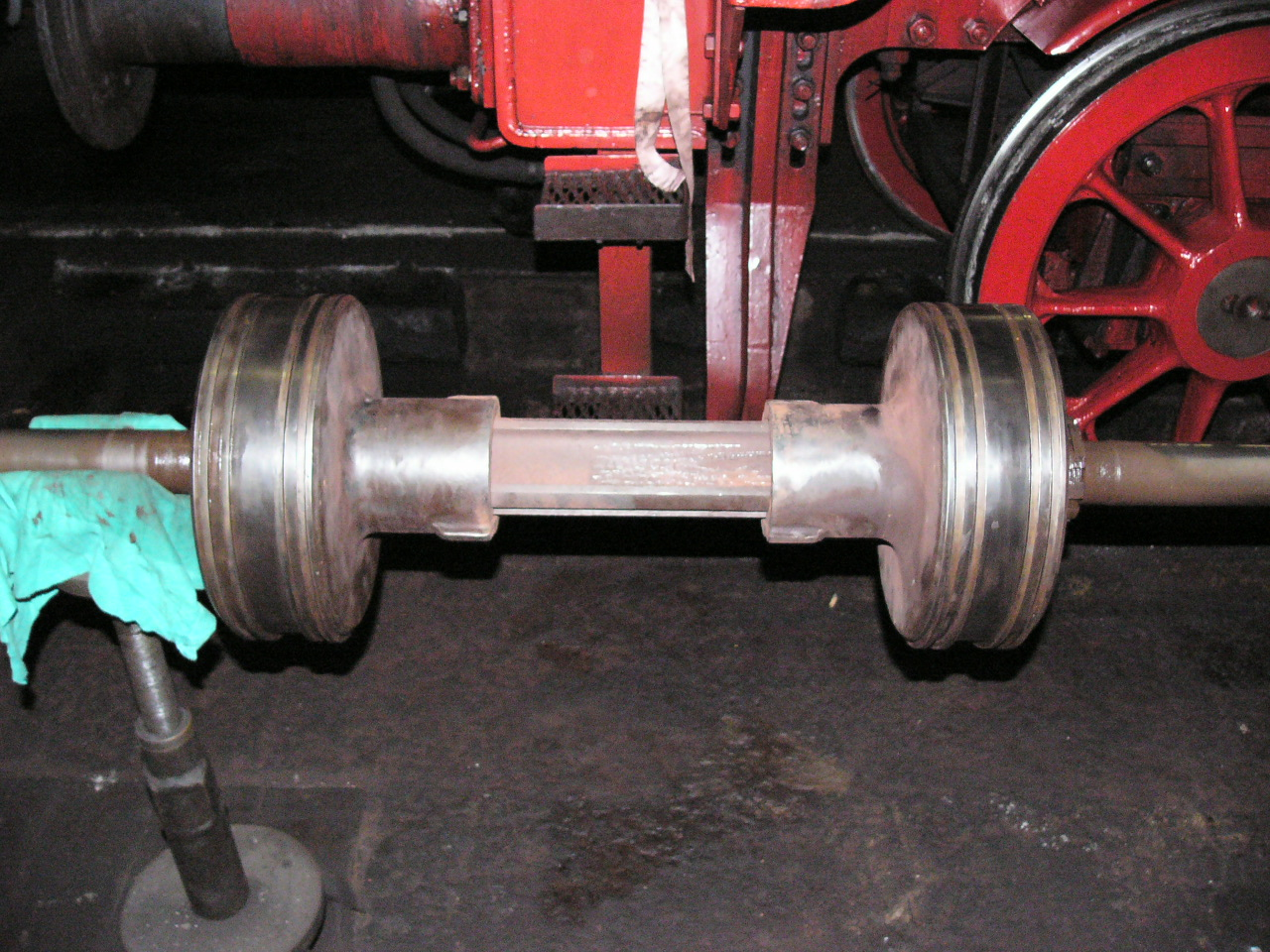
В рабочем положении, диски золотника прижаты давлением пара к упорным шайбам и функционируют как обычные поршни.

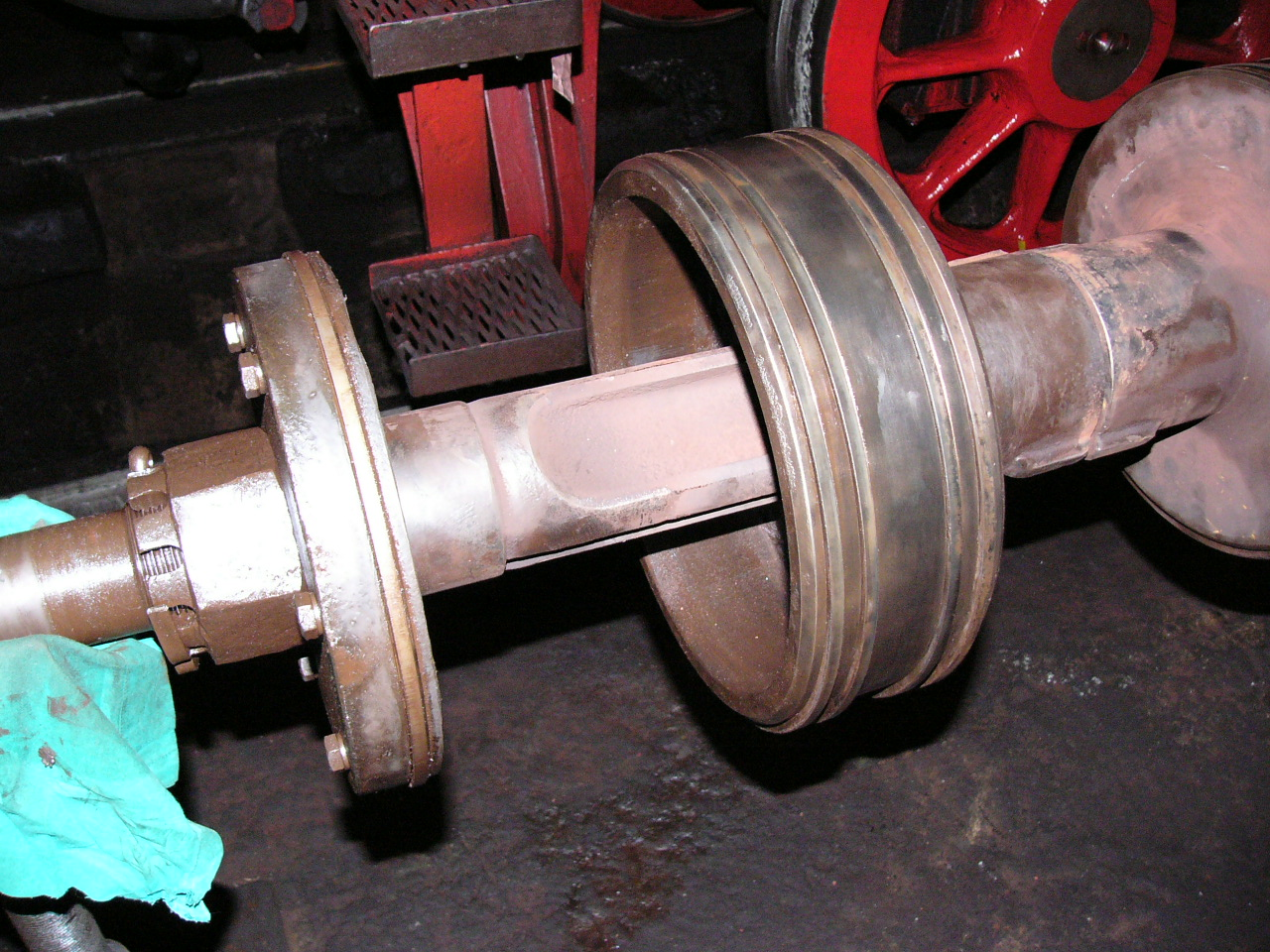
При отключенной подаче пара, диски золотника из-за трения уплотняющих колец остаются в мертвой точке, в центре золотниковой втулки. Упорные шайбы имеют меньший диаметр и не мешают свободному перепуску пара между объёмами по обеим сторонам поршня.

При движении паровоза по инерции, с закрытым регулятором, важно обеспечить свободный ход поршней в цилиндрах паровой машины. Первоначально на паровых машинах паровозов устанавливались разнообразные дополнительные устройства — клапаны, соединяющие объём цилиндра с атмосферой, а впоследствии байпасы, обеспечивающие свободный перепуск пара между объёмами по обеим сторонам поршня. Как и любое дополнительное устройство, клапаны и байпасы снижали общую надёжность машины, усложняли управление ей.
Ещё в 1908 году мастером депо Москва-Сортировочная Московско-Казанской железной дороги И.О. Трофимовым был изобретён раздвижной золотник, представляющий собой золотник поршневого типа, превращающийся в байпас при прекращении подачи пара в машину. Попытки создать аналогичные конструкции делались и раньше, но они были неудачными (например паровоз З.101 (Бп.181), выпущенный Коломенским заводом в 1902 г.  ). Большой проблемой являлись удары, возникающие при раздвигании дисков золотника.
В процессе тщательных испытаний в 1920-е годы золотники Трофимова показали своё полное преимущество перед другими видами байпасов (например, байпас Зяблова, клапан Рикура, клапан Лопушинского), так как обеспечивали более продолжительное движение паровоза по инерции, снижение износа деталей, экономию топлива и смазки, особенно на пассажирских машинах.
При скорости 40 км/ч товарного паровоза и 60 км/ч пассажирского, т. е. при тех скоростях, при которых паровозы следуют без пара, поглощаемая паровозом мощность при байпассе системы Зяблова и всасывающих клапанах одинакова и равна 190 л. с., между тем как при раздвижных золотниках эта поглощаемая мощность не превосходит 20 л. с.
Раздвижные золотники Трофимова были признаны изобретениями (авторское свидетельство СССР № 10918 от 25.12.1922)  . В 1924 году И. О. Трофимов усовершенствовал свою конструкцию, добавив воздушные подушки смягчающие удары при раздвигании дисков .
```
(авторское свидетельство СССР № 1784 
[
7
]
).
```

Окончательная доводка конструкции раздвижных золотников производилась в 1923/24 г. Сормовским заводом.
Согласно Циркуляру ЦУЖЕЛа № 6711 /Бр245 1925 года золотники Трофимова подлежали установке на всех паровозах сети СССР . . На паровозах новые золотники внесли некоторые изменения в процесс трогания с места и потребовали определенного привыкания к ним со стороны машинистов. Все паровозы серий С, Су, Э и даже ФД (впоследствии) были переоснащены золотниками Трофимова. Все паровозы последних серий — Л, ЛВ, П36 и опытные машины строились только с золотниками Трофимова.
За пределами СССР золотник Трофимова так и называется по сей день — The Trofimoff valve (англ), Trofimoff-Schieber (нем), хотя приоритет автора при этом ставится под сомнение.

## Соавтор
О Трофимове известно немногое. Даже в музее депо Москва-Сортировочная, о нём нет никакой информации. Известно, что в 1947 году каждому из соавторов (Трофимов В.И., Трофимов Е.И., Трофимов И.О.) выданы Авторские Свидетельства СССР на изобретение "Инжектор мятого пара" №69215, в создании которого Трофимов И. О. является соавтором 